# 769
Năm 769 là một năm trong lịch Julius.